# Guerre anglo-algérienne (1677–1682)
La guerre anglo-algérienne a eu lieu entre 1677 et 1682 après que les Anglais aient détruit des navires algériens près de Bougie.

## Contexte
La guerre s'est produite lorsque la Royal Navy a détruit certains navires algériens près de Bougie en 1672, le Diwan d'Alger a répondu en capturant des marins et des navires anglais entre 1674 et 1676. En 1677, la régence d'Alger a déclaré la guerre au Royaume d'Angleterre.

## Guerre
Entre 1674 et 1682, la Méditerranée a été le théâtre d'une série de raids dévastateurs des corsaires algériens qui ont laissé un impact durable sur les relations anglo-algériennes. Au cours de cette période de huit ans, les corsaires algériens ont réussi à capturer un nombre impressionnant de 350 navires anglais et à retenir en captivité environ 5 000 à 6 000 marins anglais. Les Anglais ne pouvaient plus continuer cette guerre et ils capitulèrent, sombre témoignage de la menace implacable que représente la piraterie barbare et de la vulnérabilité des intérêts maritimes anglais en Méditerranée. Le point culminant de ces événements mènera finalement à la signature du Traité de 1682, par lequel le roi Charles II reconnaît à contrecœur le sort des sujets britanniques en tant qu'esclaves des Algériens.

## Conséquences
En 1682, les représentants de la régence d'Alger et du royaume d'Angleterre ont signé un traité qui comprenait une disposition humiliante selon laquelle le roi Charles II reconnaissait que les sujets britanniques étaient les esclaves des algériens,. Cette reconnaissance a souligné la vulnérabilité des citoyens anglais en mer Méditerranée.